# Manuel Adorni
Manuel Adorni (La Plata; 28 de febrer de 1980) és un economista, comptable, docent i polític argentí, actual portaveu de la Presidència de la Nació Argentina des del 10 de desembre de 2023.

## Biografia
Va estudiar la Llicenciatura en Economia a la Facultat de Ciències Econòmiques de la Universitat Nacional de La Plata. També va estudiar comptabilitat pública i docència a la Universitat Argentina de l'Empresa. Va donar classes en la Universitat Oberta Interamericana i va exercir com a professor de l'Escola Superior d'Economia i Administració d'Empreses.
En la seva carrera en el periodisme, era columnista habitual del diari Infobae i en programes de ràdio en l'emissora Ràdio Rivadavia on també presentava "No va más" els dissabtes de 13 a 15 hores. També va tenir un pas pel canal de notícies LN+, América (en el programa Intratables), A24 i conduïa el seu programa en Canal Metro.
L'any 2019 funda amb un grup de liberals argentins el partit polític "Uni2", que després d'una fusió amb altres espais liberals, en 2020 va passar a dir-se Republicanos Unidos. Les eleccions del 2021 van ser les primeres en les quals el partit va participar però Adorni no va ser candidat a cap càrrec. En 2023, Javier Milei el contacta per a ser el seu portaveu de govern.

### Portaveu de la Presidència
El mes de novembre de 2023, després de la victòria de Javier Milei en les eleccions presidencials, i la negativa de Marina Calabró a l'oferiment del càrrec, va ser anunciat com a futur portaveu presidencial.Finalment, després de l'assumpció de Milei el 10 de desembre, va assumir el càrrec i va donar la seva primera conferència a la Casa Rosada un dia després.

## Controvèrsies
L'1 de febrer de 2024 es va anunciar que el seu germà, Francisco Adorni, havia estat nomenat Assessor en el Ministeri de Defensa amb un salari de 2.6 milions de pesos, en el que va ser llegit com una mostra de nepotisme. Tot i el nomenament, Francisco Adorni no va renunciar al seu anterior lloc de treball i es va limitar a demanar un permís, generant dubtes sobre la seva continuïtat en el flamant càrrec. El germà de Manuel Adorni no va demostrar antecedents professionals en l'àrea de Defensa que poguessin justificar el seu nomenament.Qüestionat per això, Adorni va argumentar que el seu germà portava 20 anys sent empleat de l'estat i que ell no va intervenir en la seva designació.
El 4 de febrer de 2024, una recerca periodística va revelar que la seva exesposa suposadament rebia dues assignacions socials de ANSES per motius incerts, malgrat la històrica posició pública de Adorni contra les persones que reben plans socials de l'estat. Davant això, Adorni va assegurar que efectivament es tractava d'una assignació universal que la seva exesposa havia cobrat pel seu treball, però argumentant que aquesta era "irrenunciable".
La recerca va revelar també que Adorni va realitzar un judici laboral als seus antics ocupadors, la qual cosa és una acció completament legal encara que contrària a les declaracions públiques de Adorni contra la legislació laboral i l'anomenada "indústria del judici", la qual el govern de Javier Milei pretendria modificar amb el Decret 70/2023 i la Llei Bases.